# Johann Stoeckel
Johann Stoeckel, Johann Stöckel (ur. ?, zm. 1667 w Gdańsku) – brandenburski urzędnik pocztowy i dyplomata.
Pełnił kolejno funkcje Poczmistrza (1654–1657) i rezydenta Brandenburgii w Gdańsku (1661–1667), gdzie zmarł.